# Втрати 30-ї окремої механізованої бригади
| Втрати 30-ї ОМБ з 2014 по 2020 роки. На основі зведеної таблиці втрат. |
| 10 20 30 40 50 60 70 80 90 2014 2015 2016 2017 2018 2019 2020          |

У статті описано деталі загибелі бійців 30-ї окремої механізованої бригади.

## Втрати
| Ім'я                                                  | Дата смерті         | Обставини |
| ----------------------------------------------------- | ------------------- | --- |
| солдат Абрамов Роман Вікторович                       | 31 липня 2014       | Бої за Савур-могилу |
| старший лейтенант Абрамович Артем Володимирович       | 12 серпня 2014      | Бої за Савур-могилу |
| старший лейтенант Амельчаков Юрій Юрійович            | 31 липня 2014       | Бої за Маринівку |
| сержант Антонюк Ярослав Васильович                    | 12 серпня 2014      | Бої за Савур-могилу |
| солдат Зінченко Сергій Володимирович                  | 12 серпня 2014      | [ 1 ] [ 2 ] [ 3 ] [ 4 ] |
| сержант Тимощук Сергій Григорович                     | 13 серпня 2014      | Бої за Степанівку |
| солдат Долейко Андрій Сергійович                      | 23 вересня 2014     | автомобільна аварія |
| солдат Базовський Олександр Миколайович               | 10 листопада 2014   | помер від поранень |
| старший солдат Барбух Петро Петрович                  | 12 серпня 2014      | Бої за Савур-могилу |
| солдат Батурін Олександр Валентинович                 | 31 січня 2015       | Бої за Дебальцеве |
| солдат Батюк Валентин Євгенович                       | 28 липня 2014       | Бої за Савур-могилу |
| капітан Башняк Роман Васильович                       | 31 січня 2015       | Бої за Дебальцеве |
| молодший сержант Бердес Олександр Миколайович         | 9 лютого 2015       | бої за Дебальцеве |
| солдат Береговий Сергій Георгійович                   | 14 липня 2014       | Луганське |
| солдат Білоконь Олександр Вікторович                  | 24 лютого 2015      | бої за Дебальцеве, помер від поранень |
| сержант Білько Віталій Олексійович                    | 3 червня 2015       | Луганське |
| майор Бодах Олег Анатолійович                         | 6 лютого 2017       | [ 6 ] |
| солдат Бондар Олександр Вікторович                    | 19 лютого 2016      | Авдіївка |
| старший солдат Борисенко Олександр Олегович           | 1 вересня 2014      | Під Лутугиним. |
| гвардії майор (посмертно) Бочаров Денис Олександрович | 6 серпня 2014       | Степанівка |
| сержант Браух Андрій Васильович                       | 12 лютого 2015      | бої за Дебальцеве |
| сержант Броник Юрій Миколайович                       | 9 листопада 2014    | помер від поранень |
| сержант Будніков Анатолій Миколайович                 | 18 лютого 2015      | бої за Дебальцеве |
| сержант Бурачук Василь Васильович                     | 2 червня 2017       | Богданівка |
| старший солдат Буслаєв Олексій Георгійович            | 6 лютого 2015       | бої за Дебальцеве |
| старший солдат Бутрик Віктор Іванович                 | 4 серпня 2014       | Бої за Степанівку |
| старший солдат Вербецький Роман Васильович            | 6 лютого 2015       | бої за Дебальцеве |
| солдат Веремійчук Роман Анатолійович                  | 11 серпня 2014      | Бої за Степанівку |
| старший солдат Власюк Андрій Миколайович              | 8 січня 2018        | Іллінка, Мар'їнський район |
| солдат Волосевич Євген Вікторович                     | 12 серпня 2014      | Бої за Степанівку |
| солдат Волошин Ігор Олексійович                       | 31 січня 2015       | Бої за Дебальцеве |
| лейтенант Гаврилюк Ігор Володимирович                 | 18 лютого 2015      | Бої за Дебальцеве |
| старший солдат Гаврилюк Сергій Євгенович              | 28 липня 2014       | Бої за Савур-могилу |
| старший сержант Гайченя Микола Борисович              | 18 лютого 2015      | Бої за Дебальцеве |
| сержант Гарбарчук Тарас Анатолійович                  | 29 січня 2015       | Вуглегірськ |
| солдат Генич Володимир Михайлович                     | 4 липня 2014        | Велика Вергунка |
| капітан Герасимчук Дмитро Миколайович                 | 8 липня 2014        | Бої за Металіст |
| старший лейтенант Гіндюк Андрій Олексійович           | 5 травня 2015       | Троїцьке |
| старший солдат Глухов Юрій Валерійович                | 5 вересня 2014      | помер від поранень |
| солдат Гнатишин Володимир Євгенович                   | 5 травня 2016       | трагічний випадок на полігоні |
| солдат Горбенко Роман Васильович                      | 4 березня 2015      | Луганське |
| лейтенант Гордієнко Сергій Миколайович                | 13 серпня 2014      | бої за Степанівку |
| сержант Гордійчук Олександр Михайлович                | 13 серпня 2014      | бої за Степанівку |
| старший сержант Гребенюк Олександр Валентинович       | 12 серпня 2014      | Бої за Степанівку |
| старший солдат Грушко Роман Миколайович               | 11 лютого 2015      | Дебальцеве |
| сержант Даманський Ян Юрійович                        | 13 серпня 2014      | бої за Степанівку |
| сержант Демчук Василь Гервасійович                    | 9 лютого 2015       | бої за Дебальцеве |
| солдат Долейко Андрій Сергійович                      | 23 вересня 2014     | автомобільна аварія |
| прапорщик Добрянський Леонід Цезарович                | 13 червня 2020      | бої за Бахмутку |
| Старший солдат Довгий Олександр Михайлович            | 1 квітня 2017       | Старогнатівка (Волноваський район) |
| солдат Дронговський Костянтин Леонідович              | 1 серпня 2014       | бої за Степанівку |
| солдат Дуб Олексій Федорович                          | 12 червня 2015      | бої за Бахмутку |
| старший солдат Євпак Юрій Володимирович               | 13 серпня 2014      | бої за Степанівку |
| майор Єрмак Олег Григорович                           | 23 жовтня 2015      | автомобільна аварія |
| лейтенант Єрмаков Олександр Петрович                  | 19 травня 2015      | помер від поранень |
| майор Заєць Олексій Євгенович                         | 24 серпня 2014      | Червона Поляна (Антрацитівський район) |
| лейтенант Закерничний Олександр Вікторович            | 16 травня 2015      | Луганське |
| солдат Закусило Олександр Володимирович               | 8 серпня 2014       | бої за Маринівку |
| сержант Золін Олексій Сергійович                      | 19 березня 2020     | біля с. Новоолександрівка, Луганська область |
| солдат Іващенко Валерій Володимирович                 | 11 липня 2014       | Олександрівка Луганської області |
| старший солдат Ільченко Сергій Анатолійович           | 13 вересня 2015     | Луганське |
| старший солдат Іщук Олександр Сергійович              | 8 серпня 2014       | бої за Маринівку |
| старшина Каленик Сергій Валерійович                   | 23 грудня 2016      | помер час лікування |
| старшина Камбаров Аки Анатолійович                    | 28 липня 2014       | бої за Степанівку |
| ординатор медичної роти Карталиш Віктор Миколайович   | 4 квітня 2016       | крупозне запалення |
| солдат Катішов Віталій Федорович                      | 9 лютого 2015       | бої за Дебальцеве |
| солдат Кваша Олексій Дмитрович                        | 7 липня 2015        | бої за Бахмутку |
| солдат Кеслер Віктор Олександрович                    | 12 червня 2015      | бої за Бахмутку |
| солдат Кіріллов Даніл Олександрович                   | 11 серпня 2014      | бої за Степанівку |
| солдат Кобченко Олег Олександрович                    | 15 лютого 2015      | бої за Дебальцеве |
| солдат Ковальчук Олександр Володимирович              | 22 травня 2014      | бої за Рубіжне |
| солдат Ковальчук Олександр Іванович                   | 5 травня 2015       | Світлодарськ |
| солдат Ковальчук Юрій Анатолійович                    | 31 січня 2015       | Чорнухине |
| солдат Ковтун Павло Олександрович                     | 18 січня 2018       | Красногорівка |
| старший прапорщик Козак Віктор Олександрович          | 15 лютого 2015      | Нижнє Лозове |
| старший солдат Козаренко Роман Вікторович             | 8 серпня 2014       | Бої за Маринівку |
| старший солдат Козачонок Дмитро Валерійович           | 7 травня 2015       | Луганське |
| солдат Колесник Сергій Сергійович                     | 25 липня 2016       | Старогнатівка |
| старший сержант Колесніченко Сергій Володимирович     | 16 березня 2015     | Нижнє Лозове |
| капітан Комаров Олексій Миколайович                   | 12 лютого 2015      | Бої за Дебальцеве |
| старший лейтенант Коробенков Олексій Олександрович    | 28 липня 2014       | бої за Савур-могилу |
| солдат Коростинський Олександр Віталійович            | 8 серпня 2014       | бої за Маринівку |
| сержант Корота Євген Миколайович                      | 9 лютого 2015       | бої за Дебальцеве |
| лейтенант Коротан Сергій Віталійович                  | 18 липня 2015       | помер у шпиталі |
| молодший сержант Кравченко Олександр Анатолійович     | 9 лютого 2015       | бої за Дебальцеве |
| солдат Кравченко Олександр Володимирович              | 5 вересня 2016      | Анадоль, Волноваський район |
| сержант Красноголовець Олександр Олександрович        | 17 лютого 2015      | бої за Дебальцеве |
| солдат Кулінич Анатолій Володимирович                 | 14 липня 2015       | Луганське |
| солдат Кулініч Андрій Григорович                      | 17 лютого 2015      | бої за Дебальцеве |
| солдат Куришко Ярослав Русланович                     | 8 серпня 2014       | бої за Степанівку |
| солдат Кутковський В'ячеслав Володимирович            | 30 січня 2015       | Станично-Луганський район |
| сержант Левченко Євген Миколайович                    | 14 січня 2017       | помер через відрив тромбу |
| молодший сержант Лимарь Олександр Миколайович         | 31 січня 2015       | бої за Дебальцеве |
| майор Лісовський Микола Володимирович                 | 13 серпня 2014      | бої за Степанівку |
| сержант Ломачук Іван Сергійович                       | 6 серпня 2014       | бої за Степанівку |
| солдат Лукашук Андрій Степанович                      | 1 вересня 2014      | Під Лутугиним. |
| сержант Луцько Богдан Вікторович                      | 12 серпня 2014      | Бої за Савур-могилу |
| сержант Лялевич Сергій Францович                      | 9 лютого 2015       | Бої за Дебальцеве |
| молодший сержант Ляшук Тарас Іванович                 | 8 серпня 2014       | Бої за Степанівку |
| солдат Майборода Сергій Миколайович                   | 11 серпня 2014      | Бої за Степанівку |
| старший солдат Майстришин Олег Олександрович          | 12 червня 2017      | Ольгинка |
| сержант Макарчук Юрій Валентинович                    | 8 серпня 2014       | Бої за Степанівку |
| сержант Малашок Віталій Андрійович                    | 22 травня 2015      | Розсадки |
| старший сержант Манжола Віктор Іванович               | 30 вересня 2016     | Трудівське, Волноваський район |
| солдат Марченко Олексій Вікторович                    | 31 січня 2015       | Бої за Дебальцеве |
| лейтенант Марчук Олександр Григорович                 | 2 вересня 2014      | Бої за Лутугине |
| солдат Махтура Сергій Михайлович                      | 10 грудня 2015      | Луганське Бахмутського району |
| сержант Медушевський Віктор Зенонович                 | 4 серпня 2014       | під Луганськом |
| старшина Мельник Валерій Павлович                     | 10 лютого 2015      | від загострення хвороби |
| старший солдат Мещеряков Михайло Михайлович           | 5 червня 2015       | під Макіївкою |
| лейтенант Микитюк Микола Петрович                     | 6 лютого 2015       | Бої за Дебальцеве |
| старший сержант Михайлов Сергій Петрович              | 18 вересня 2014     | помер від поранень |
| солдат Москвяк Руслан Васильович                      | 21 січня 2016       | загинув під час виконання бойового завдання |
| сержант Наливайко Віктор Валерійович                  | 12 серпня 2014      | Міусинськ |
| старший солдат Небожак Сергій Дмитрович               | 8 серпня 2016       | Волноваха |
| сержант Невідничий Юрій Олександрович                 | 14 квітня 2015      | помер від загострення хвороби |
| молодший сержант Нищик Руслан Петрович                | 6 лютого 2015       | Бої за Дебальцеве |
| солдат Новак Ігор Володимирович                       | 6 лютого 2015       | бої за Дебальцеве |
| капітан Обухівський Олег Васильович                   | 16 серпня 2014      | бої за Степанівку |
| солдат Оверчук Дмитро Русланович                      | 28 липня 2014       | бої за Степанівку. |
| солдат Олійник Іван Анатолійович                      | 11 серпня 2014      | бої за Степанівку. |
| солдат Оліферчук Юрій Леонтійович                     | 11 липня 2014       | бої за Щастя. |
| Молодший сержант Орловський Віталій Вікторович        | 18 лютого 2018      | Мар'їнка. |
| старший лейтенант Остапенко Олег Володимирович        | 22 жовтня 2015      | помер від гострого серцевого нападу |
| старший солдат Остапчук Ярослав Олександрович         | 13 серпня 2014      | бої за Степанівку. |
| сержант Пакало Олексій Іванович                       | 31 серпня 2014      | Під Лутугиним. |
| солдат Папіровник Леонід Іванович                     | 10 червня 2015      | бої за Бахмутку |
| солдат Пашковський Вадим Вікторович                   | 11 серпня 2014      | бої за Степанівку |
| солдат Пеньков Валентин Іванович                      | 10 червня 2015      | бої під Горлівкою |
| молодший сержант Пешко Сергій Миколайович             | 14 серпня 2014      | бої за Луганський аеропорт |
| сержант Печунка Михайло Сергійович                    | 6 лютого 2015       | бої за Станицю Луганську |
| сержант Півоварчук Сергій Олександрович               | 6 серпня 2014       | бої за Степанівку. |
| старший сержант Плацинський Павло Янович              | 9 лютого 2015       | бої за Дебальцеве. |
| молодший сержант Погончук Руслан Вікторович           | 1 січня 2016        | помер через раптову зупинку серця під час несення служби в селі Краснополівка Бахмутського району |
| молодший сержант Пономаренко Сергій Олександрович     | 2 серпня 2015       | бої за Бахмутку. |
| солдат Приймак Віталій Миколайович                    | 6 серпня 2014       | бої за Степанівку. |
| старший солдат Пухальський Тимофій Вікторович         | 11 січня 2018       | Славне (Мар'їнський район) |
| старший лейтенант Романчук Сергій Михайлович          | 9 лютого 2015       | бої за Дебальцеве |
| прапорщик Руденко Дмитро Миколайович                  | 12 серпня 2014      | Бої за Савур-могилу |
| солдат Русаловський Сергій Миколайович                | 1 вересня 2014      | Під Лутугиним. |
| солдат Рясіченко Віталій Володимирович                | 27 лютого 2016      | нещасний випадок |
| молодший сержант Садовець Віктор Анатолійович         | 31 січня 2015       | бої за Дебальцеве |
| сержант Саган Сергій Іванович                         | 17 лютого 2015      | бої за Дебальцеве |
| старший солдат Сахнюк Богдан Петрович                 | 13 серпня 2014      | бої за Степанівку |
| сержант Сірик Юрій Володимирович                      | 1 листопада 2016    | Старогнатівка |
| солдат Скрицький Олег Миколайович                     | 23 грудня 2015      | помер від поранень |
| солдат Стадніченко Олександр Леонідович               | 3 липня 2015        | помер від поранень |
| солдат Стельникович Віталій Віталійович               | 1 грудня 2014       | помер від поранень |
| сержант Степанюк Володимир Миколайович                | 6 серпня 2014       | бої за Степанівку. |
| сержант Сухенко Сергій Михайлович                     | 9 лютого 2015       | бої за Дебальцеве |
| старший солдат Сущук Микола Володимирович             | 12 лютого 2015      | бої за Дебальцеве. |
| солдат Тимощук Іван Вікторович                        | 28 липня 2014       | бої за Савур-могилу |
| солдат Тишкун Віталій Олександрович                   | 11 жовтня 2016      | Новотроїцьке, Волноваський район |
| лейтенант Трепко Владислав Віталійович                | 12 лютого 2015      | бої за Дебальцеве |
| старший лейтенант Уткін В'ячеслав Олександрович       | 30 серпня 2014      | під Лутугиним |
| солдат Федорук Андрій Васильович                      | 26 листопада 2014   | помер від поранень |
| солдат Фурман Олександр Валентинович                  | 22 травня 2014      | бій під Рубіжним |
| старший солдат Харитонюк Віталій Ігорович             | 8 лютого 2015       | бої за Дебальцеве |
| старший солдат Хоречко Микола Степанович              | 29 січня 2015       | бої за Дебальцеве |
| солдат Цимощук Олег Михайлович                        | 3 липня 2015        | Артемівськ |
| молодший сержант Чаркас Андрій Степанович             | 15 вересня 2014     | Бої за Дебальцеве |
| солдат Чебаненко Олександр Миколайович                | 7 травня 2015       | Бої за Артемівськ. Його образ втілено у пам'ятнику загиблим воїнам Переяславщини у м. Переяслав Київська область |
| солдат Чепіга Валерій Якович                          | 27 липня 2015       | Травневе, Бахмутський район |
| солдат Чередниченко-Москаленко Сергій Юрійович        | 16 травня 2015      | Луганське |
| старший сержант Чернявський Олександр Іванович        | 15 лютого 2015      | Дебальцеве |
| сержант Чечет Юрій Васильович                         | 6 серпня 2014       | бої за Степанівку |
| солдат Черепаха Олександр Іванович                    | 31 січня 2015       | Дебальцеве |
| сержант Чиж Олег Володимирович                        | 13 серпня 2014      | бої за Степанівку |
| капітан (посмертно) Шабля Михайло Ігорович            | 16 березня 2015     | Нижнє Лозове |
| солдат Шамчук Володимир Анатолійович                  | 28 березня 2018     | [ 30 ] |
| молодший сержант Шахрай Олександр Васильович          | 29 січня 2015       | Вуглегірськ |
| солдат Шепетько Сергій Петрович                       | 13 серпня 2014      | бої за Маринівку |
| солдат Шептицький Петро Миколайович                   | 17 лютого 2015      | бої за Дебальцеве |
| солдат Шестак Василь Васильович                       | 28 липня 2014       | бої за Савур-могилу |
| молодший сержант Широков Віталій Валерійович          | 14 серпня 2015      | бої за Бахмутку |
| старший солдат Шленчак Володимир Володимирович        | 13 серпня 2014      | Никифорівка |
| молодший сержант Шульга Володимир Олександрович       | 12 лютого 2015      | бої за Дебальцеве |
| солдат Щепанський Олег Володимирович                  | 18 лютого 2015      | бої за Дебальцеве |
| старшина Юзвінський Вадим Володимирович               | 8 серпня 2014       | [[Амвросіївка]] |
| капітан Юрченко Валерій Вікторович                    | 1 вересня 2014      | Лутугине |
| старший сержант Юхимчук Олександр Володимирович       | 24 січня 2015       | Вуглегірськ |
| сержант Ярошенко Сергій Григорович                    | 22 травня 2014      | Луганськ |
| старшина Яцковець Петро Михайлович                    | 24 серпня 2014      | бої за Щастя |
| солдат Шило Олег Олегович                             | 8 липня 2020        | район м. Попасна |
| 2022                                                  |                     | |
| солдат Божко Андрій Валерійович                       | 3 вересня 2022      | під Харковом |
| солдат Струк Владислав Ігорович                       | 3 жовтня 2022       | Зайцеве |
| солдат Хайнацький Богдан Олександрович                | 5 жовтня 2022       | |
| Городнюк Петро Іванович                               | 18 серпня 2022 року | поблизу населеного пункту Мазанівка Донецької області. |
| солдат Фещук Віктор Васильович                        | 6 листопада 2022    | Загинув в районі населеного пункту Курдюмівка Донецької області. Тіло вдалося встановити за даними ДНК-експертизи восени 2023 року. Похований 7 лютого 2024 року.                                                                                     |
| 2023                                                  |                     | |
| Папіжук Мирослав Вікторович                           | 4 лютого 2023       | Головний сержант-командир міномета 2 мінометного взводу 2 мінометної батареї 3 механізованого батальйону помер у військовому шпиталі міста Краматорськ Донецької області від поранень, отриманих в результаті артилерійського обстрілу з боку ворога. |
| Полтавцев Віталій Миколайович                         | 4 лютого 2023       | Молодший сержант. Командир 2 стрілецького відділення, 1 стрілецького взводу, 3 стрілецької роти, 1 стрілецького батальйону. Загинув під час оборони Бахмута.                                                                                          |
| Гармаш Олександр Іванович                             | 21 березня 2023     | 6 листопада 1977. Старший стрілець. Загинув під час виконання штурмових дій на напрямку Міньківка — Оріхово-Василівка Донецької області. Похований в селі Велика Бурімка на Черкащині .                                                               |
| Соломка Віктор Миколайович                            | 21 березня 2023     | 31 рік, с. Нове Життя. Старший солдат, Гранатометник. Похований в селі Нове Життя |
| Сулим Максим Анатолійович                             | 1 квітня 2023       | Куп'янський район Харківської області |
| Капітан Браславський Руслан Миколайович               | 25 червня 2023      | Привілля |
| молодший сержант Поліщук Богдан Юрійович              | 3 вересня 2023      | Загинув біля с. Міньківка Бахмутського району Донецької області. |
| стрілець Зуб Роман Михайлович                         | 29 вересня 2023     | Міньківка (Бахмутський район) |
| старший сержант Юзьков Руслан Володимирович           | 21 жовтня 2023      | |
| Опалько Руслан Петрович                               | 29 жовтня 2023      | Загинув під час обстрілу в районі населеного пункту Синьківка Куп’янського району Харківської області . |
| Процик Олександр («Саня»)                             | 6 листопада 2023    | Загинув внаслідок ворожого мінометного обстрілу в селі Богданівка, що на Донеччині . |
| Дибка Олександр Олександрович                         | 17 листопада 2023   | старший солдат розвідник батареї управління та артилерійської розвідки. Біля населеного пункту Васюківка Бахмутського району Донецької області під час виконання чергового бойового завдання захищаючи волю та незалежність України смертю хоробрих.  |
| Ащаулов Євген Володимирович                           | 1 грудня 2023       | |
| Рись Орест Андрійович («Залізняк»)                    | 27 грудня 2023      | 23 листопада 1995, м. Львів. Старший лейтенант, оператор БПЛА. Загинув під Соледаром . |
| 2024                                                  |                     | |
| старший сержант Адамович В'ячеслав Дмитрович          | 9 лютого 2024       | Старший сержант роти вогневої підтримки. Загинув біля населеного пункту Міньківка від кульового поранення в таз під час виконання бойового завдання. Тіло В'ячеслава вдалося повернути в квітні того ж року. ,                                        |
| старший солдат Дудар Юрій Леонідович                  | 27 серпня 2024      | Загинув під час удару FPV дрону та артилерійського обстрілу поблизу населеного пункту Петропавлівка Куп’янського р-ну, Харківської області |
| лейтенант Шаповал Роман Миколайович                   | 27 серпня 2024      | |